# Georgi Ivanov Jovčev
Georgi Ivanov Jovčev (Rakovski, 6. svibnja 1950.) bugarski je rimokatolički svećenik i sofijsko-plovdivski biskup.

## Životopis
Jovčev je rođen 6. svibnja 1950. u Rakovskom, mjestu s najvišim udjelom katolika u cijeloj Bugarskoj. Završetkom gimnazije, studirao je na Poljoprivrednoj školi u Belozemu, gdje je proučavao primjenu motora s unutarnjim izgaranjem u poljoprivredi. Nakon studija, prošao je vojnu obuku i kraće vrijeme obnašao vojne dužnosti u Sofiji.
Budući da je živio u vrijeme komunističke strahovlade, potajno se pripremao za svećenićko zvanje, pomažući župnicima u Plovdivu, Rakovskom, Kalojanovom i drugim manjim župama, gdje je kao dijete vršio ministrantstku dužnost.
Nakon dugih i iscrpnih tajnih priprema, biskup Bogdan Dobranov ga je zaredio 9. svibnja 1976. Studirao je bogoslovlje (teologiju) u Rimu.
Apostolskim administratorom Sofijsko-plovdivske biskupije imenovan je 6. srpnja 1988., a krajem istog mjeseca postao je biskupom te biskupije te naslovnim biskupom Lamphue, povijesne biskupije na prostoru današnje Numidije.
Istaknuti je član Bugarske biskupske konferencije i Kongregacije za bogoštovlje i sakramente. Poznat je po borbi za zaštitu braka, obitelji i ljudskih prava, zbog čega je u Bugarskoj više puta bio prozivan, pa i optuživan da je surađivao s komunističkim režimom (iako su ga komunistički čelnici progonili).